# Thomas Van Ounsem
Thomas Van Ounsem (Elsene, 28 februari 1999) is een Belgisch basketballer.

## Carrière
Van Ounsem speelde in de jeugd van Antibes Sharks en JL Bourg Basket. Bij die laatste maakte hij zijn debuut in de eerste klasse in het seizoen 2019/20. Het volgende seizoen ging hij spelen voor derdeklasser JSA Bordeaux Métropole Basket. In 2022 maakte hij de overstap naar reeksgenoot Basket Club d'Orchies waar hij een seizoen speelde. In de zomer van 2023 tekende hij een contract bij de Belgische eersteklasser Limburg United.
In de zomer van 2024 verliet hij Limburg en tekende bij de Italiaanse club Chieti Basket 1974. Hij tekende voor het seizoen 2025/26 bij de Italiaanse tweedeklasser Black Faenza.

## Erelijst
- Belgisch bekerwinnaar: 2024